# Комбинационизм
Комбинационизм — это такое течение в археологии, которое рассматривает слияние (скрещение) двух или нескольких культур, как механизм возникновения совершенно новой культуры, то есть как шаг эволюции, точнее его замена.

## Предпосылки
Наиболее интенсивно идея комбинационизма разрабатывалась в России, где смешение культур шло особенно сильно и где эту идею разрабатывали в конце XIX — начале XX вв. Н. П. Кондаков и М. И. Ростовцев. В Англии во втором десятилетии XX века с аналогичной идеей выступил Дж. Риверс. В историографию данный термин ввел Лев Самуилович Клейн.
В языкознании тенденция такого явления, как «комбинационизм» проявилась уже в 70-х годах XIX в. Тогда вместе индоевропейским родословным древом Шлейхера и делением праязыка были выдвинуты теории «географического варьирования языков», автором которой был Гуго Шухардт и «теория волн» Иоганна Адама Эрдмана Шмидт. По Шухардту, единого праязыка не существовало, а изначально была этакая лингвистическая непрерывность диалектических особенностей, а далее эти диалекты стали обособляться. В то же время смешивание языков изначально играло не меньшую роль, чем деление. Иоганн Адам Эрдман Шмидт рисовал похожую картину влияния друг на друга разных очагов возникновения и концентрации разных языковых форм, в свою очередь эти взаимодействия давали начало новым формам. Грациадио Асколи в 80-е годы выдвинул идею, которая гласила о том, что для него новые языковые явления в языке возникали в результате заимствования, освоения чужого языка и воздействия местного языка на тот, который уже существовал. В середине XX века неолингвист Джулиано Бонфанте считает этническое смешение основной причиной лингвистических изменений и в каждом языке видит результаты скрещивания разнородных языков: во французском смешаны латинский с германским, в испанском — латинский с арабским, в чешском — славянский с германским, в русском — славянский с финно-угорским и т. д.

## История
В изучении культур та же тенденция развивалась параллельно. «Культурные круги» Ратцеля и Фробениуса более схожи с «кругами волн» И. Шмидта, чем с этносами и языками Шлейхера. Уже позже культурные провинции и культуры показывают характер этнического обособления. Французский психолог Габриель Тард считал, что чаще всего новшества — это «комбинации предыдущих образов», а изобретение можно определить как «логическое совокупление». Фробениус придерживался идеи уподобления культур живым организмам, поэтому он говорит уже о «спаривании» культур и возникновении новых культур в результате такого рода скрещивания. Во втором десятилетии XX века с идеей смешивания культур выступал Риверс. Согласно ему, материальные предметы и их типы могут распространяться в ходе контактов, а язык, религия и социальные структуры в основном взаимодействуют лишь при слиянии народов.
Но наиболее интенсивно разрабатывали эту идею в России Никодим Павлович Кондаков и его ученики, делая из этой идеи основу всей концепции развития.

## «Комбинационизм» в России
Конец века был примечателен в русской археологии. В 1899 году появились две работы, определившие надолго пути развития отечественной археологии. Одной работой являлась статья А. А. Спицына «Расселение древнерусских племен по археологическим данным», в которой автор по типам височных колец установил границы летописных русских племен. Данная статья, сравнивалась с аналогичной работой Коссинны (о железных наконечниках копий), но она появилась раньше. Вторая работа, занимавшая также важное место в археологии В. А. Городцова «Русская доисторическая керамика». В ней Городцов впервые изложил основные принципы формального анализа не только керамики, но любого археологического материала. Это те принципы, которые легли в основу всех типологических работ русских археологов.
Именно тогда Кондаков, которому было уже 55 лет, выступил в Обществе любителей древней письменности и искусства с докладом «О научных задачах истории древнерусского искусства». В этом докладе он заявлял, что древнерусское искусство представляло собой «оригинальный художественный тип, крупное историческое явление, сложившееся в результате работы великорусского племени при содействии целого ряда иноплеменных и восточных народностей». Исследуя происхождение древнерусского искусства, Кондаков установил его отношение к византийскому искусству, влияния Востока на русское искусство, роль кочевнического мира. Воздействие кочевников он трактовал не только как разрушительное. Кочевники оказались также посредниками — они передали России ряд компонентов культуры Востока.
Кондаков доказывал, что влияние византийского искусства на русское искусство было не тормозящим и омертвляющим, а сугубо плодотворным.
Идея заключалась в том, что смешивание собственных (местных) и чужих форм способно привести к созданию чего-то нового. Эта идея была чужда диффузионизму и знаменовала появление нового течения, которое и названо комбинационизмом.
Кондаков выступил с этой концепцией на самом рубеже веков, то есть почти одновременно с Фробениусом и раньше Риверса, а в начале XX века она была подхвачена и развита его учениками Ростовцевым и Фармаковским.Ростовцев показывал это на примере Боспора и Скифии, где иранский элемент сочетался с местным и греческим, а второй ученик, Фармаковский, рассматривал результат сочетания ионийского компонента с восточным в архаической скифской культуре Кавказа.

## Последствия
В Англии традицию Риверса продолжил в этом отношении Гордон Чайлд. Он придавал большое значение слиянию восточных и местных европейских компонентов в формировании европейской цивилизации. Чайлд и его коллега по марксистскому толкованию истории знаний биохимик Дж. Д. Бернал излагают развитие науки так : «Из Египта и Месопотамии наука перешла в Грецию, из мусульманской Испании — в Италию эпохи Возрождения, оттуда — в Нидерланды и Францию, а затем — в Шотландию и Англию времен промышленной революции… Многие черты цивилизации могут легко распространяться и действительно легко распространяются. Благодаря купцам и странствующим ремесленникам широко распространились те технические приспособления, которые могут быть изготовлены повсюду, раз известен способ их изготовления, как, например, колесница и перегонный куб….Благодаря бродячим ученым приносившие пользу интеллектуальные идеи — математика, астрономия и, в меньшей степени, алхимия — также были разнесены почти повсеместно и имели тенденцию образовать общую совокупность знаний…».
Сын Дж. Бернала, Мартин Бернал, выпустил в 1987 г. книгу «Чёрная Афина», которая стала очень популярной. В тексте данной книги он объявил «арийскую» модель происхождения европейской цивилизации мифом XVIII века и выдвинул взамен концепцию гибридных египетски-семитско-греческих основ Западной цивилизации. Данная концепция гласила о «гибридизации» культур и языков, а также о сложении «креольских» формирований говорил Майкл Роулэндз в докладе «Чайлд и археология свободы» в 1993 г.